# Alcool furfurylique
L'alcool furfurylique est un composé organique contenant un groupe furane et un groupe hydroxyméthyle. C'est un liquide ambré clair avec une odeur de brûlé et un goût amer. Il est miscible mais instable dans l'eau. Il est soluble dans les solvants organiques courants. Il polymérise en présence d'un acide.
On le trouve dans l'essence des fleurs des genêts à balais.

## Fabrication
L'alcool furfurylique est fabriqué industriellement par réduction du furfural, obtenu à partir de bagasse, de canne à sucre, de son de céréale, de grignons d'olives ou de bois résineux. 

## Usages
Le grand usage de l'alcool furfurylique est l'agglomération du sable siliceux de fonderie. Pour cette utilisation, le sable sec est mélangé avec une petite quantité d'alcool furfurylique dans lequel on a ajouté au dernier moment quelques pourcents d'acide phosphorique dilué. Le sable est ensuite rapidement tassé dans sa forme. L'alcool et l'acide réagissent rapidement pour donner un polymère thermodurcissable qui agglomère solidement le sable et qui est capable de résister quelques secondes à la température de la coulée, puis qui se désagrège alors que la pièce coulée a eu le temps de se solidifier. Le débourrage ou destruction du moule est donc grandement facilité. 
L'alcool furfurylique peut être utilisé comme solvant, comme produit de base pour des résines et des colles, et pour la synthèse organique.
L'alcool furfurylique a été utilisé dans les moteurs-fusées comme carburant hypergolique en combinaison avec l'acide nitrique.